# Yūsuke Segawa
Yūsuke Segawa (jap. 瀬川 祐輔, Segawa Yūsuke; * 7. Februar 1994 in Tokio, Präfektur Tokio) ist ein japanischer Fußballspieler.

## Karriere
Yūsuke Segawa erlernte das Fußballspielen in der Jugendmannschaft vom Tokyo Yukigaya FC, den Schulmannschaften der Nihon University Second Jr. High School und der Nihon University Second High School sowie in der Universitätsmannschaft der Meiji-Universität. Seinen ersten Profivertrag unterschrieb er 2016 bei Thespakusatsu Gunma. Der Verein aus Kusatsu, eine Kleinstadt in der Präfektur Gunma, spielte in der zweithöchsten Liga des Landes, der J2 League. Für den Club absolvierte er 42 Zweitligaspiele und schoss dabei 13 Tore. Nach einem Jahr wechselte er zum Erstligisten Ōmiya Ardija. Für den Club aus Saitama spielte er 16-mal in der ersten Liga, der J1 League. Am Ende der Saison musste der Verein in die zweite Liga absteigen. Yūsuke Segawa verließ nach dem Abstieg den Club und schloss sich 2018 dem Erstligisten Kashiwa Reysol aus Kashiwa an. Auch mit Kashiwa musste er am Ende der Saison den Weg in die Zweitklassigkeit antreten. 2019 wurde er mit Kashiwa Meister der zweiten Liga und stieg direkt wieder in die erste Liga auf. Nach über 100 Ligaspielen wechselte er im Januar 2022 zum Ligakonkurrenten Shonan Bellmare. Für dem Verein aus Hiratsuka bestritt er 32 Erstligaspiele. Im Januar 2023 verpflichtete ihn der ebenfalls in der ersten Liga spielende Kawasaki Frontale. Am 9. Dezember 2023 stand er mit Frontale im Finale des japanischen Pokals. Hier besiegte man Kashiwa Reysol mit 8:7 im Elfmeterschießen. Am 17. Februar 2024 gewann der mit Frontale den Supercup. Das Spiel gegen den Meister Vissel Kōbe wurde mit 1:0 gewonnen.

## Erfolge
Kashiwa Reysol
- Japanischer Zweitligameister: 2019  ▲

Kawasaki Frontale
- Japanischer Pokalsieger: 2023
- Japanischer Supercup-Sieger: 2024